# Already Gone
Already Gone – piosenka pop-rockowa stworzona przez Kelly Clarkson i Ryana Teddera na czwarty album studyjny Clarkson, „All I Ever Wanted” (2009). Wyprodukowany przez Teddera, utwór wydany został jako trzeci singel promujący krążek dnia 7 sierpnia 2009 w Australii.
Clarkson skrytykowała Teddera za dostarczenie tego samego aranżu muzycznego Beyoncé Knowles, która wykorzystała go w utworze „Halo”, bez zawiadomienia o tym fakcie. Wokalistka wyraziła również krytykę w stosunku do wytwórni płytowej, która wydała kompozycję jako singel bez jej aprobaty.

## Informacje o singlu
„Already Gone” jest jedną z czterech piosenek współstworzonych z członkiem zespołu OneRepublic, Ryanem Tedderem, które znalazły się na czwartym albumie studyjnym wokalistki, All I Ever Wanted. Utwór to ballada opowiadająca o końcu związku. Lirycznie, narratorem w „Already Gone” jest Clarkson, która mówi do swojego chłopaka, że pomimo iż zachowywał się perfekcyjnie i nie mógł kochać jej bardziej ich związek nie może przetrwać, gdyż nie jest ona zbyt dobra dla niego; by uniknąć zranienia mężczyzny w przyszłości, artystka decyduje się na zakończenie partnerstwa, zaś on powinien się pogodzić z faktem, iż ona już odeszła. Klip ukazuje grę na wielu instrumentach, bez udziału muzyków, by zaaranżować melodię soft rockową inspirowaną muzyką popową i R&B.
Clarkson zarzuciła Tedderowi fakt, iż ten wykorzystał tę samą muzykę którą stworzył dla „Already Gone” w piosence „Halo” wykonywanej przez Beyoncé Knowles zaś wydanej na krążku I Am... Sasha Fierce, którą Ryan Tedder współstworzył oraz wyprodukował. Kelly twierdzi, że kiedy usłyszała „Halo”, album I Am... Sasha Fierce wydany już był na rynki muzyczne, zaś jej krążek był już ukończony oraz tłoczony. Clarkson zaskoczył czyn Teddera, który użył tego samego aranżu muzycznego w dwóch różnych utworach, utrzymując fakt iż opinia publiczna może posądzić Kelly o kradzież piosenki Knowles.

„Ryan i ja spotkaliśmy się w studiu jeszcze zanim pracował on z innymi artystami... Razem stworzyliśmy około sześć piosenek, cztery lub pięć były pewne na mój album. Wszystko było w porządku i cudownie. Ówcześnie w ogóle nie słyszałam o piosence 'Halo'. Album Beyonce ukazał się wtedy, kiedy mój był w tłoczni. Nikt, który siedzi spokojnie w domu nie pomyśli 'Spójrz, Ryan Tedder dał jeden podkład muzyczny i Beyoncé, i Kelly Clarkson'. Nie, on po prostu oskarży o kradzież. Po usłyszeniu nagrania „Halo” zadzowniłam do Ryana i powiedziałam 'Nie rozumiem. Dlaczego to zrobiłeś?'”

Ponieważ dwa pierwsze single promujące album All I Ever Wanted to utrzymane w szybkim tempie utwory dance-pop, wytwórnia płytowa wokalistki zdecydowała się wydać na rynek muzyczny jako trzeci singel wolną balladę wybierając „Already Gone”. Clarkson przyznała, iż „walczyła i walczyła” z przełożonymi, by uchronić kompozycję przed wydaniem ze względu na oskarżenia kierowane pod jej adresem w związku z sytuacją Knowles. W wywiadzie radiowym dla audycji The Morning Show with Larry Flick wokalistka przyznała, że chciała by trzecim singlem promującym krążek stała się kompozycja „Cry”.

„W końcu wydali tę piosenkę bez mojej zgody. Do bani, ale to są te rzeczy nad którymi nie masz kontroli. Stworzyłam album i z punktu widzenia, wytwórnia płytowa może z nim zrobić co chce. To przykład bardzo nieprzyjemnej sytuacji, ale... rozumiesz, uczysz się na błędach”.

Ryan Tedder ustosunkował się do zarzutów wydając oświadczenie, w którym mówi iż obie piosenki są „zupełnie różne”, a krytyka kierowana pod jego adresem jest „raniąca i absurdalna”.

„'Already Gone’ to jedna z najlepszych kompozycji jakie stworzyłem bądź wyprodukowałem od czasu ‘Bleeding Love’ i ma wyższą wartość niż ‘Halo’. To są dwie zupełnie różne piosenki pod względem koncepcjonalnym, melodycznym, lirycznym i nigdy nie chciałem oszukać takiej artystki jak Kelly Clarkson, czy Beyonce Knowles nagrywając z nimi taki sam utwór muzyczny, te myśli są tak samo raniące, jak i absurdalne. Kiedy ludzie usłyszą ‘Already Gone’ usłyszą to samo co ja – jeden z najlepszych żeńskich wokali na ziemi uwydatniając w tej piosence jej najbardziej prześladujący wokal. Zachęcam ludzi do posłuchania oraz stworzenia swojej własnej opinii”.

## Promocja
Clarkson rozpoczęła promocję „Already Gone” w lipcu 2009, po raz pierwszy występując w programie Late Night with David Letterman dnia 13 lipca, prezentując skróconą wersję utworu z albumu. Wokalistka zaprezentowała piosenkę dnia 31 lipca w programie Good Morning America. Kompozycja wykorzystana została również w piątej edycji programu So You Think You Can Dance jako piosenka „wyjściowa”, podczas ogłoszenia wyników ostecznego głosowania wobec tancerek.

## Teledysk
Teledysk do singla nagrywany był w Toronto, w dniach 19 - 20 czerwca 2009 i reżyserowany przez Josepha Kahna, który poprzednio pracował z Clarkson na planach zdjęciowych do klipów „Never Again”, „Walk Away” oraz „Behind These Hazel Eyes”. Akcja videoclipu rozgrywa się głównie w apartamencie i sali prób. Clarkson stwierdziła, że teledysk jest połączeniem jej poprzednich klipów, zaś efekt końcowy oczarował ją stwierdzając, iż videoclip jest „zupełnym przeciwieństwem jej życia codziennego”. Teledysk rozpoczyna się ujęciem prezentującym artystkę samotną w apartamencie ubraną w złotą suknię wieczorową z ozdobionymi cekinami rękawiczkami, dużym naszyjnikiem z pereł leżącą na szezlongu. Kolejna scena ukazuje wokalistkę w czarnej sukience, śpiewającą w pokoju prób otoczoną przez niewidocznych członków orkiestry grających na instrumentach. W czasie trwania klipu widoczne są osobne ujęcia ukazujące grające instrumenty bądź kieliszki szampana.
Oficjalna strona internetowa artystki dnia 22 lipca 2009 potwierdziła, iż następnego tygodnia teledysk odbędzie premierę. Klip zamieszczono na portalu dnia 27 lipca 2009.

## Listy utworów i formaty singla
Australijski CD singel
1. „Already Gone” (wersja albumowa) – 4:39
2. „Already Gone” (wersja instrumentalna) – 4:39

Promocyjny CD remix singel
1. „Already Gone” (Bimbo Jones Club Mix) – 8:00
2. „Already Gone” (Bimbo Jones Radio Edit) – 3:33
3. „Already Gone” (Edycja radiowa) – 3:58

## Pozycje na listach
| Lista przebojów (2009)            | Najwyższa pozycja |
| --------------------------------- | ----------------- |
| Australia ARIA Singles Chart      | 12                |
| Austria Singles Chart             | 37                |
| Kanada Billboard Hot 100          | 15                |
| Niemcy Singles Chart              | 23                |
| Nowa Zelandia RIANZ Singles Chart | 23                |
| Szwajcaria Singles Chart          | 15                |
| Szwecja Singles Top 60 Chart      | 26                |
| UK Singles Chart                  | 66                |
| USA Billboard Hot 100             | 13                |
| USA Billboard Pop Songs           | 5                 |
| United World Chart                | 26                |

## Daty wydania
| Państwo           | Data wydania     | Wytwórnia  |
| ----------------- | ---------------- | ---------- |
| Australia         | 7 sierpnia 2009  | Sony Music |
| Stany Zjednoczone | 11 sierpnia 2009 | Sony Music |
| Niemcy            | 18 września 2009 | Sony Music |